# Bulletin of the British Museum (Natural History), Botany
Bulletin of the British Museum (Natural History). Botany (abreviado Bull. Brit. Mus. (Nat. Hist.), Bot.) fue una revista con ilustraciones y descripciones botánicas que fue editada por el Museo de Historia Natural de Londres desde 1951 hasta 1992, publicándose 22 números. Fue sustituida por Bull. Nat. Hist. Mus. London, Bot.